# Tanama
Tanama (ros. Танама) – rzeka w Rosji w Kraju Krasnojarskim przy granicy z obwodem tiumeńskim, lewy dopływ Jeniseju.
Długość rzeki wynosi 521 km. Powierzchnia dorzecza obejmuje 23 100 km². 
W górnym biegu płynie wzdłuż granicy Kraju Krasnojarskiego z obwodem tiumeńskim. Przepływa przez podmokłe tereny w północno-wschodniej części Niziny Zachodniosyberyjskiej, w pobliżu ujścia dzieli się na kilka ramion. Wpada do rzeki Jenisej w odległości 60 km od jej ujścia.